# Thang Medvedev-Sponheuer-Karnik
Thang Medvedev-Sponheuer-Karnik, còn được biết đến như là MSK hay MSK-64, là một thang đo cường độ địa chấn diện rộng được sử dụng để đánh giá mức độ khốc liệt của sự rung động mặt đất trên cơ sở các tác động đã quan sát và ghi nhận trong khu vực xảy ra động đất.
Thang này ban đầu được Sergei Medvedev (Liên Xô), Wilhelm Sponheuer (Đông Đức) và Vít Kárník (Tiệp Khắc) đề xuất năm 1964.  Nó dựa trên các kinh nghiệm có sẵn vào đầu thập niên 1960 từ việc áp dụng thang Mercalli sửa đổi và phiên bản năm 1953 của thang Medvedev, còn gọi là thang GEOFIAN.
Với các sửa đổi nhỏ vào giữa thập niên 1970 và đầu thập niên 1980, thang MSK đã được áp dụng rộng rãi tại châu Âu và Liên Xô. Vào đầu thập niên 1990, Ủy ban Địa chấn học châu Âu (ESC) đã sử dụng nhiều nguyên lý đã lập thành công thức trong MSK trong việc phát triển thang vĩ chấn châu Âu (EMS), hiện nay là tiêu chuẩn de facto để lượng giá cường độ địa chấn tại các quốc gia châu Âu. MSK-64 vẫn còn được sử dụng tại Ấn Độ, Israel, Nga và tại các quốc gia thuộc Cộng đồng các quốc gia độc lập (SNG).
Thang Medvedev-Sponheuer-Karnik là hơi giống như thang Mercalli sửa đổi (MM) sử dụng tại Hoa Kỳ. Thang MSK có 12 cấp cường độ, được biểu diễn bằng các số La Mã (để ngăn ngừa việc sử dụng các số thập phân):
| I. Không cảm nhận được           | Không cảm thấy, chỉ được các địa chấn kế ghi nhận. Không có tác động lên các vật thể. Không có thiệt hại đối với nhà cửa. |
| II. Khó cảm nhận được            | Chỉ những cá nhân nào đang nghỉ ngơi mới cảm nhận được. Không có tác động lên các vật thể. Không có thiệt hại đối với nhà cửa. |
| III. Yếu                         | Một ít người ở trong nhà cảm nhận được. Các đồ vật treo đu đưa nhẹ. Không có thiệt hại đối với nhà cửa. |
| IV. Quan sát được trên diện rộng | Nhiều người ở trong nhà cảm nhận được và chỉ rất ít người ở ngoài nhà cảm nhận được. Một ít người nhận thấy rõ. Rung động vừa phải. Những người quan sát cảm thấy sự rung hay đu đưa nhẹ của nhà cửa, phòng ốc, giường, bàn, ghế v.v. Đồ sứ, cốc chén kêu loảng xoảng; cửa sổ và cửa ra vào kêu cọt kẹt. Các đồ vật treo đu đưa. Các loại đồ nội thất nhẹ rung động thấy được trong một số trường hợp. Không có thiệt hại đối với nhà cửa. |
| V. Khá mạnh                      | Phần lớn những người trong nhà cảm nhận được, ít người bên ngoài nhà cảm nhận được. Một số người sợ hãi và chạy ra khỏi nhà. Nhiều người đang ngủ tỉnh dậy. Những người quan sát cảm thấy sự rung động hay đu đưa mạnh của toàn bộ nhà cửa, phòng ốc hay đồ nội thất. Các đồ vật treo đu đưa đáng kể. Đồ sứ và thủy tinh kêu loảng xoảng. Cửa sổ và cửa ra vào mở ra hay khép lại. Trong một số trường hợp các khung cửa sổ bị phá vỡ. Các chất lỏng dao động và có thể trào ra khỏi các đồ chứa đầy. Các con vật nuôi trong nhà có thể cảm thấy khó chịu. Thiệt hại nhẹ đối với một ít công trình xây dựng có kết cấu kém. |
| VI. Mạnh                         | Phần lớn những người trong nhà và nhiều người bên ngoài nhà cảm nhận được. Một số người mất thăng bằng. Nhiều người sợ hãi và chạy ra khỏi nhà. Các đồ vật nhỏ có thể rơi và đồ nọi thất có thể bị dịch chuyển. Bát đĩa cốc chén có thể đổ vỡ. Các con vật nuôi trong chuồng có thể sợ hãi. Thiệt hại thấy được đối với các kết cấu vôi vữa, các vết nứt trong lớp vữa trát. Các vết nứt cô lập trên mặt đất. |
| VII. Rất mạnh                    | Phần lớn mọi người đều sợ hãi và cố chạy ra khỏi nhà. Đồ nội thất dịch chuyển và có thể bị lật nhào. Các đồ vật rơi từ trên giá hay trần xuống. Nước bắn tung tóe ra khỏi đồ chứa. Thiệt hại nghiêm trọng đối với nhà cửa cũ, các ống khói xây bằng vôi vữa sụp đổ. Có các vụ lở đất nhỏ. |
| VIII. Gây thiệt hại              | Nhiều người khó đứng vững, ngay cả khi ở bên ngoài nhà. Đồ nội thất có thể bị lật nhào. Có thể nhìn thấy các con sóng chạy trên đất rất mềm. Các công trình xây dựng cũ bị sụp đổ một phần hay chịu thiệt hại đáng kể. Các vết nứt lớn và các khe nứt toác ra, đá lở xuống. |
| IX. Phá hủy                      | Hoảng loạn chung. Người cũng có thể bị quật ngã xuống đất. Nhìn thấy các con sóng trên đất mềm. Các công trình không đủ chuẩn sụp đổ. Thiệt hại thực sự đối với các công trình xây dựng có kết cấu tốt. Các đường ống ngầm gãy. Mặt đất nứt toác, lở đất trên diện rộng. |
| X. Hủy diệt                      | Các công trình nề bị phá hủy, cơ sở hạ tầng bị phá hỏng. Lở đất ồ ạt. Các khu vực chứa và tích nước có thể bị sập, gây ra ngập lụt của khu vực xung quanh và hình thành nên các khu vực chứa nước mới. |
| XI. Thảm họa                     | Phần lớn các công trình và kết cấu xây dựng sụp đổ. Xáo trộn đất trên diện rộng, sóng thần. |
| XII. Cực kỳ thảm họa             | Tất cả các kết cấu trên mặt đất và ngầm dưới đất bị phá hủy hoàn toàn. Cảnh quan nói chung bị thay đổi, sông suối bị thay đổi dòng chảy, sóng thần. |